# Trichoscarta divergens
Trichoscarta divergens är en insektsart som beskrevs av Schmidt 1910. Trichoscarta divergens ingår i släktet Trichoscarta och familjen spottstritar. Inga underarter finns listade i Catalogue of Life.